# Trematodon setaceus
Trematodon setaceus är en bladmossart som beskrevs av Georg Ernst Ludwig Hampe och Bescherelle 1875. Trematodon setaceus ingår i släktet tranmossor, och familjen Bruchiaceae. Inga underarter finns listade i Catalogue of Life.